# Чанкі

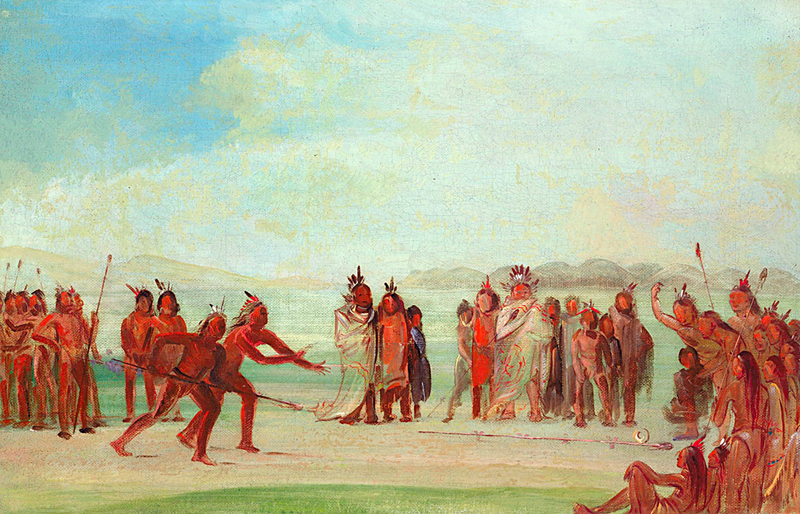
Гра в чанкі

Чанкі (англ. Chunkey), відома також як «гра з обручем і палицею» — гра, поширена серед індіанців США. Полягала в тому, що один з гравців штовхав (нерідко зі схилу) кам'яний диск, а інші гравці кидали свої списи з метою влучити якомога ближче до місця передбачуваної зупинки диска. Гра виникла близько 600 р. н. е. в регіоні близько стародавнього міста Кахокія, нині околиці міста Сент-Луїс у штаті Міссурі. Гра в чанкі відбувалася на великих стадіонах площею до 19 гектарів, в присутності численних глядачів — жителів всього регіону (тобто самої Кахокії, мешканців навколишніх селищ і навіть гостей з далеких земель). Зберігала популярність і після занепаду міссісіпської культури близько 1500 р. Версії цієї гри були поширені в багатьох містах Північної Америки. Етнограф раннього періоду Джеймс Адер перекладав її назву як «виконання тяжкої праці». Нерідко гра була пов'язана зі ставками на її результат, причому гравці могли віддавати в заклад усе своє майно в надії на виграш. Переможені часом були змушені здійснювати самогубство.

## Правила
Як свідчив у 1832 р. художник Джордж Кетлін, гра відбувалася так:
| Ліві лапки | Гра чанкі — чудова спортивна вправа, якою мандани займаються практично безупинно, якщо дозволяє погода, і ніщо в цей момент більше не займає їхньої уваги. Зазвичай ця гра — їхня улюблена розвага, в неї грають поруч із поселенням на глиняному майданчику, який використовується для цієї мети доти, поки не стає гладким, як підлога… Гра починається з того, що два гравця, по одному від кожного боку, починають бігти пліч-о-пліч один з одним, а один гравець котить перед ними по дорозі маленьке кільце діаметром 2-3 дюйма (від 5 до 8 см), вирізане з каменю; інші біжать за ним зі своїми «чанкі» (палицями завдовжки 6 футів, тобто близько 1 м 80 см, з невеликими шматками шкіри на кожному кінці довжиною в дюйм або трохи більше), які вони кидають під час бігу… щоб вони впали так, аби кільце могло впасти на нього, і один зі шматків шкіри пройшов крізь нього. | Праві лапки |

Правила підрахунку очок відрізнялись у різних народів:
- Черокі підраховували підсумок гри, виходячи з того, наскільки близько камінь опинявся до певних відміток на палиці «чанкі».
- Чикасо підраховували підсумок гри, зараховуючи одне очко гравцю, що влучив найближче до диску, або два очка — якщо спис торкався диска.
- Чокто грали в цю гру на полі шириною 12 футів і завдовжки 100 футів. Держаки виготовлялися з пеканового дерева (різновид гікорі) з чотирма надрізами на передньому кінці, одним у середині і двома на іншому кінці. Рахунок залежав від того, який з наборів надрізів опинявся ближче до диску. Гра закінчувалася, коли хто-небудь з гравців набирав 12 очок.

## Міфологія

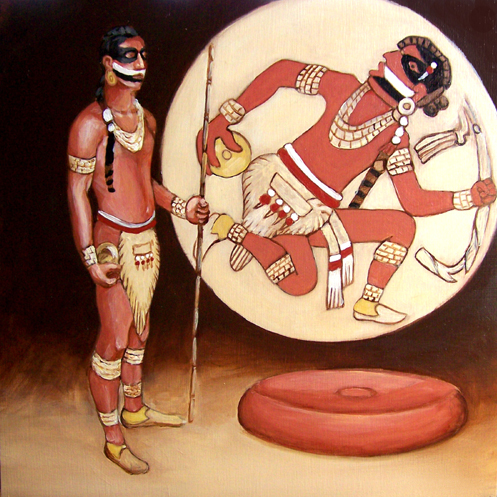
Реконструкція стародавнього гравця в чанкі

Гравець у чанкі, що зображався як Танцюрист-Сокол, був важливою міфологічною фігурою Південно-Східного церемоніальним комплексу. На південному сході та в центрі США було знайдено багато зображень цього персонажа, в основному представлені такі мотиви:
- «Ігрова поза» — багато графічних зображень гравця в чанкі представляють його в момент кидання кам'яного диска.[4]
- «Зламана палиця» — палицю для гри в чанкі зазвичай зображували як обідрану і майже завжди зламану. У міфологічному циклі це могло означати закінчення гри або поразку. При археологічних розкопках держаки для чанкі виявити не вдалося, хоча було знайдено мідний футляр поруч з каменями для гри в чанкі при розкопках кургану 72 в Кахокіі.[4]
- «Капелюх-циліндр» — капелюх циліндричної форми з невідомого матеріалу, що використовується тільки гравцями в чанкі.
- «Фартух у вигляді серця або мішка» — археологи вважають, що на поясі гравця міг міститися людський скальп.[4]
- «Mangum Flounce» — мотив незвичайної форми, що складається з петлеподібних ліній над і під поясом гравця в чанкі.

Хоча фігура, позначувана як Танцюрист-Сокіл, або Гравець в чанкі, не завжди зображується в процесі гри, багато супровідних атрибутів (скальп, відрубані голови, зламані держаки для гри в чанкі і т. д.) дозволяють ідентифікувати цього персонажа навіть тоді, коли він зображений не в обстановці гри. Деякі з атрибутів підкреслюють серйозність гри — мабуть, платою за поразку могла бути страта кого-небудь з програлих.

## Після контакту з європейцями
Багато індіанських народів продовжували грати в чанкі і після контакту з європейцями вздовж всього півдня сучасних США, в тому числі такі народи, як маскогі, чикасо, чумаші, чокто і мандани, як свідчив у 1832 р. художник Джордж Кетлін.
На початку колоніального періоду гра мала популярність серед індіанців на південному сході майбутніх США. Поля для гри в чанкі у народу маскогі становили собою добре вирівняні і вичищені майданчики, оточені насипом з усіх боків, з жердиною в центрі, і ще 2 жердини перебували з протилежних сторін. Держаки використовувалися для іншої гри — в м'яч. Камені, які самі по собі були цінними предметами, належали поселенню (місту) або клану, а не окремим особам, і ретельно зберігалися.